# Personifikacija
Personifikacija ili poosobljenje je figura u kojoj se neživim predmetima pridaju ljudske osobine. Može značiti i davanje ljudskih osobina prirodnim pojavama, stvarima, životinjama ili biljkama, ali je to značenjem bliže antropomorfizaciji.

## Oblici
Prozopopeja (grč. προσωποποιία, prosopōn poeìn = staviti masku) bilo je retoričko sredstvo kojom se govornik ili pisac obraćao publici kao da govori nekoj drugoj osobi ili predmetu. Od toga se razvila i personifikacija kao figura, premda je ona sama prisutna u ljudskome govoru još od samih početaka.
Antropomorfizacija (grč. anthrōpos = čovjek, morphē = oblik) davanje je ljudskih osobina stvarima, pojavama, biljkama i životinjama, a koje oni sami ne posjeduju.
Često se odnosi na neviđene stvari i nepoznate sile, a posebno je česta u religiji. Primjer su za to prikazivanja božanstava u raznim religijama u ljudskome obliku. To je posebno bilo često u grčkoj mitologiji gdje su bogovi imali ljudske karakteristike. Iste je karakteristike, ljudske vrline i mane, bogovima dao i Homer.
Ksenofan, grčki filozof, jednom je rekao:
Kad bi volovi, konji ili lavovi imali ruke i mogli rukama da slikaju i proizvode (umjetnička) djela kao ljudi, konji bi likove boga crtali nalik konjima, goveda nalik govedima, a njihova bi tijela načinili svojim obličjima.

## Primjeri
- Dragutin Domjanić, „Bele rože”

Zmisliš se, mama, tih jutrah tak plavih?

Rosa još s trave se svetila vani,

Stare su vure polahko odtukle,

Glas im je tenek i tih i pospani.

V odprti oblok je dišalo jutro,

A pod oblokom naš vrtek je mali

Budit se počel, i on si je dremal

V mirnoj toj noći, dok vsi smo mi spali.

- Antun Gustav Matoš, „Jesenje veče”

Olovne i teške snove snivaju

Oblaci nad tamnim gorskim stranama;

Monotone sjene rijekom plivaju,

Žutom rijekom među golim granama.

Iza mokrih njiva magle skrivaju

Kućice i toranj; sunce u ranama

Mre i motri, kako mrke bivaju

Vrbe, crneći se crnim vranama.

- Antun Gustav Matoš, „Utjeha kose”

U dvorani kobnoj, mislima u sivim.

Samo kosa tvoja još je bila živa,

Pa mi reče: Miruj! U smrti se sniva.

- Dobriša Cesarić, „Jesen”

Ona je tu. U tuzi kiše

Po poljanama tiho hoda,

I kuda stiže u vis diže

Usplahirana jata roda.

Polako penje se u brda,

A kuda prođe, njezin put

Od otpalog je lišća žut.

I u dol njime idu krda. 

- Vladimir Vidrić, „Pejzaž II”

Nebeski putnik mjesec

Lako je odskakivo

Nad svijetlim oblačnim rubom

I opet u nebo plivo.